# Fissidens benitotanii
Fissidens benitotanii là một loài Rêu trong họ Fissidentaceae. Loài này được Z. Iwats., K. T. Yong & Tad. Suzuki mô tả khoa học đầu tiên năm 2009.